# Mezőberény
Mezőberény (németül: Berin, szlovákul: Poľný Berinčok) város Békés vármegyében, a Békési járásban.

## Fekvése
Békés vármegyében, Békéscsabától északra helyezkedik el.
A közvetlenül határos települések: észak felől Köröstarcsa, északkelet felől Körösladány és Bélmegyer, délkelet felől Békés, dél felől Murony és Kamut, nyugat felől Hunya, északnyugat felől pedig Gyomaendrőd és Csárdaszállás. A felsoroltak közül közúton sem Körösladánnyal, sem Gyomaendrőddel nem tűnik szomszédosnak a közbeékelődő kisebb falvak miatt, e két település határszéleivel csak külterületei révén érintkezik.

### Megközelítése
Közúton elérhető Törökszentmiklós-Mezőtúr felől a 46-os, Debrecen és Békéscsaba felől a 47-es, Békés felől pedig a 470-es főúton.
A környező települések közül Bélmegyerrel a 4237-es, Hunyával és Szarvassal a 4641-es út köti össze.
Vasúton a MÁV 120-as számú Szajol–Lőkösháza-vasútvonalán érhető el. Mezőberény vasútállomás Csárdaszállás vasútállomás és Murony vasútállomás között található, közúti elérését a 4641-esből kiágazó 46 355-ös számú mellékút biztosítja.

## Története
Mezőberény (Berény) nevét 1347-ben említették először az oklevelek Beren alakban írva. 1347-ben Acsai Berend birtoka volt, fiai; Márton, Berend és Gergely osztották az örökségül kapott birtokot három részre egymás közt. Berény ekkor két faluból állt és már kőtemploma (ecclesia lapidea) is volt. Mezőberény területén a Körösök völgyének vízjárta helyein már több ezer évvel ezelőtt megtelepült az ember, az ármentes terepeken és földhátakon.Az új kőkortól a honfoglalásig számos erre utaló leletet találtak a régészek. A magyarság letelepedésével új korszak kezdődött a település történetében, hiszen ebben az időszakban alakult ki a későbbi Berény nevű Árpád-kori falu. 
Berény történetét a helytörténészek három korszakra osztják. A Berény név eredetét többféleképpen is magyarázzák. Az látszik legvalószínűbbnek, hogy a Berény szó törzsi név, talán besenyő vagy kabar eredetű. Az ország jelenlegi területén mindenesetre 13 (a történelmi Magyarország területén további négy) Berény nevű település található, ami a fenti magyarázatot igazolja. 
A falu a tatárjárás alatt feltehetően elpusztult. Berend fia Márton, aki békési várispán volt, telepítette újra az elnéptelenedett települést. Oklevélben 1347-ben említik először a békési uradalom birtokaként. Berény az oklevél keletkezésének időszakában a középkori Békés vármegye aprófalvas rendszerének szerves része. Jelentős hely lehetett, két faluból állt, temploma kőből épült.
A 14. század végén Berény a gyulai uradalomhoz tartozott, és királyi adományként többször is gazdát cserélt. Jelentősebb birtokosai között megemlíthetők a Losonczy, a Maróti családok, Corvin János és Brandenburgi György őrgróf. A megyei nemesek 1514–1517 között itt tartották a vármegyegyűléseket. A korabeli Berény lakói uradalmi jobbágyok. A földművelés és az állattartás volt a megélhetésük fő forrása, emellett az uradalom részére teljesítették a kötelező jobbágyterheket is.
Leírás a településről a 18. század végén:		
"BERÉNY: Mező Berény. Elegyes falu Békés Vármegyében, földes Ura Báró Haruchker Uraság, az előtt népes, és nevezetes falu vala; de a’ háborúknak idején elpusztúlt, viszont 1721. magyar, német, és tót lakosai felépítették, fekszik Békéstöl nem meszsze, mellynek filiája. Határbéli szántó földgyei jól termők, réttyei is jók, kerti szőleji sokak; de legelője sovány, és a’ víz járja, nádgya, malma nints, sem közel való piatzozása, mind az által első Osztálybéli." 	
(Vályi András: Magyar országnak leírása, 1796–1799)

## Közélete

### Polgármesterei
| Polgármester | Polgármester         | Polgármester |  |
| ------------ | -------------------- | ------------ |  |
| 1990–1994    | Cservenák Pál Miklós | független    |  |
| 1994–1998    | Cservenák Pál Miklós | független    |  |
| 1998–2002    | Cservenák Pál Miklós | független    |  |
| 2002–2006    | Cservenák Pál Miklós | független    |  |
| 2006–2010    | Cservenák Pál Miklós | független    |  |
| 2010–2014    | Siklósi István       | független    |  |
| 2014–2019    | Siklósi István       | független    |  |
| 2019–2024    | Siklósi István       | független    |  |
| 2024–        | Siklósi István       | független    |  |

## Népesség
A település népességének változása:
| Lakosok száma | 10 586 | 10 532 | 9809 | 9672 | 9333 | 9537 | 9414 |
|               | 2013   | 2014   | 2019 | 2021 | 2022 | 2023 | 2024 |

2001-ben a város lakosságának 91%-a magyar, 4%-a cigány, 3%-a szlovák és 2%-a német nemzetiségűnek vallotta magát.
A 2011-es népszámlálás során a lakosok 83,6%-a magyarnak, 5,4% cigánynak, 3,5% németnek, 0,3% románnak, 3,3% szlováknak mondta magát (16% nem nyilatkozott; a kettős identitások miatt a végösszeg nagyobb lehet 100%-nál). A vallási megoszlás a következő volt: római katolikus 8,5%, református 16,4%, evangélikus 12,5%, felekezeten kívüli 36,9% (24% nem nyilatkozott).
2022-ben a lakosság 89,7%-a vallotta magát magyarnak, 4,5% cigánynak, 2% németnek, 1,7% szlováknak, 0,1-0,1% románnak, bolgárnak és ukránnak, 1,5% egyéb, nem hazai nemzetiségűnek (10,2% nem nyilatkozott; a kettős identitások miatt a végösszeg nagyobb lehet 100%-nál). Vallásuk szerint 11,8% volt református, 9,8% evangélikus, 4,8% római katolikus, 1,4% egyéb keresztény, 0,9% egyéb katolikus, 0,1% görög katolikus, 35,3% felekezeten kívüli (35,7% nem válaszolt).

## Nevezetességei
- Bodoki Károly Vízügyi Múzeum – a Hosszú foki csatorna és a Kettős-Kőrös találkozásánál levő szivattyútelepen
- Orlai Petrich Soma Múzeum – néprajzi gyűjtemény, udvarán Holokauszt-emlékmű
- Zsidó temető és ravatalozóépület, Gyomai út
- Kálmán Fürdő
- Wenckheim–Fejérváry-kastély

## Itt született
- Orlai Petrich Soma (1822–1880) festőművész
- Halmi Ferenc (1850–1883) színész, a Nemzeti Színház tagja
- Szilárd Béla, született Steiner Béla (1884–1926) magyar vegyész, radiológus.
- Csabai-Wágner József (1888–1967) festőművész, építész
- Bán Imre, született Friedler Imre (1890–1944) ügyvéd, jogász, technikatörténész.
- Somos András (1911–1996) kertészmérnök, a fóliasátras zöldségtermesztés magyarországi meghonosítója, az MTA tagja.
- Czakó József (1923–1990) agrármérnök, a hazai alkalmazott etológia megalapítója
- Piller Sándor (1932–2015) pedagógus, labdarúgó, edző, sportvezető
- Kaposi Márton (1936) filozófus, esztéta, az MTA doktora
- Réti Csaba (1936–2009) operaénekes
- Lendvai L. Ferenc (1937) filozófiatörténész, professor emeritus
- Dr. Gschwindt András (1941) villamosmérnök, egyetemi oktató; az első magyar műhold, a Masat–1 egyik megalkotója. Mezőberény díszpolgára (2013.08.20.)
- Prof. dr. Bak Mihály (1946) patológus, cytopatológus szakorvos.[14] Mezőberény díszpolgára. (2013.08.20.)
- Udvardy Anikó (1952) szobrászművész
- Lengyel Imre (1954) közgazdász
- Bayer Mihály (1954) diplomata, nagykövet, 2014 óta Mezőberény díszpolgára
- Bereznai Péter (1955) Munkácsy Mihály-díjas festőművész
- Anda Emília (1956) divattervező
- Mult István (1959) bábművész
- Mezei Léda (1987) színésznő

## Testvérvárosai

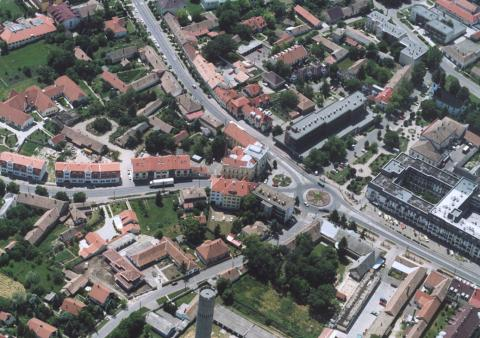
Mezőberény légi felvételen

- Csantavér, Délvidék (2007)[15]
- Gronau (Westf.), Németország (1987)
- Gúta, Felvidék (1946)
- Münsingen, Németország (1993)
- Szováta, Székelyföld (1998)[16]